# Pavel Benc
Pavel Benc (né le 10 juillet 1963) est un ancien fondeur tchécoslovaque, puis tchèque.

## Biographie
Il est le porte-drapeau de la Tchécoslovaquie aux Jeux olympiques d'hiver de 1992 et de la République tchèque aux Jeux olympiques d'hiver de 1994.

## Palmarès

### Jeux olympiques
| Épreuve / Édition | Sarajevo 1984 | Calgary 1988 | Albertville 1992 | Lillehammer 1994 |
| 10 km             |               |              | 41e              | 65e              |
| 15 km             | 46e           | 41e          |                  |                  |
| 25 km Poursuite   |               |              | 33e              | 36e              |
| 30 km             | 34e           |              |                  | 25e              |
| 50 km             |               | 27e          | 8e               |                  |
| 4 × 10 km         |               | Bronze       | 7e               | 8e               |

### Championnats du monde
| Épreuve / Édition | Seefeld 1985 | Val di Fiemme 1991 | Falun 1993 | Thunder Bay 1995 |
| 30 km             |              |                    | 32e        | 36e              |
| 50 km             | 16e          | 5e                 | 7e         | 14e              |

### Coupe du monde
- Meilleur classement final: 25e en 1989 et 1991.
- Meilleur résultat: 4e